# 京奈和自動車道
京奈和自動車道（けいなわじどうしゃどう、英語: KEINAWA EXPWY）は、京都府京都市を起点とし、奈良県を北から西に抜けて和歌山県和歌山市に至る延長約120キロメートル (km) の国土交通大臣指定に基づく高規格幹線道路（一般国道の自動車専用道路）（B路線）である。国道24号に指定されている。略称は京奈和道（けいなわどう）。
高速道路ナンバリングによる路線番号は、「E24」が割り振られている。

## 概説
以下の8つの道路が、京奈和自動車道を構成する。
- 京奈北道路（京滋バイパス - 城陽ジャンクション (JCT)・インターチェンジ (IC) 間）
- 京奈道路（城陽JCT・IC - 木津IC間）
- 大和北道路（木津IC - 郡山下ツ道JCT間）
- 大和御所道路（郡山下ツ道JCT - 五條北IC間）
- 五條道路（五條北IC - 奈良県・和歌山県境間）
- 橋本道路（奈良県・和歌山県境 - 高野口IC間）
- 紀北東道路（高野口IC - 紀の川IC間）
- 紀北西道路（紀の川IC - 和歌山JCT間）

一般国道24号のバイパス事業で建設される。
1992年（平成4年）4月3日に公布された一般国道改正では、高規格幹線道路（一般国道のバイパス事業で建設される設計速度80 - 100 km/hの自動車専用道路）の国道番号がいくつか制定された（例：一般国道468号首都圏中央連絡自動車道、一般国道478号京都縦貫自動車道など）が、京奈和道には400番台の独自番号は割り当てられない。
一般国道24号京奈和自動車道は、新名神高速道路、山陽自動車道、神戸淡路鳴門自動車道、紀淡連絡道路とともに関西圏の外側を結んだ環状道路として、各都市の連絡を強化し、1周約300 kmの関西圏の大環状道路を形成する。
8つの道路が一本の路線となるため、計8路線についてまとめて記す。

## 各区間概要

### 京奈北道路

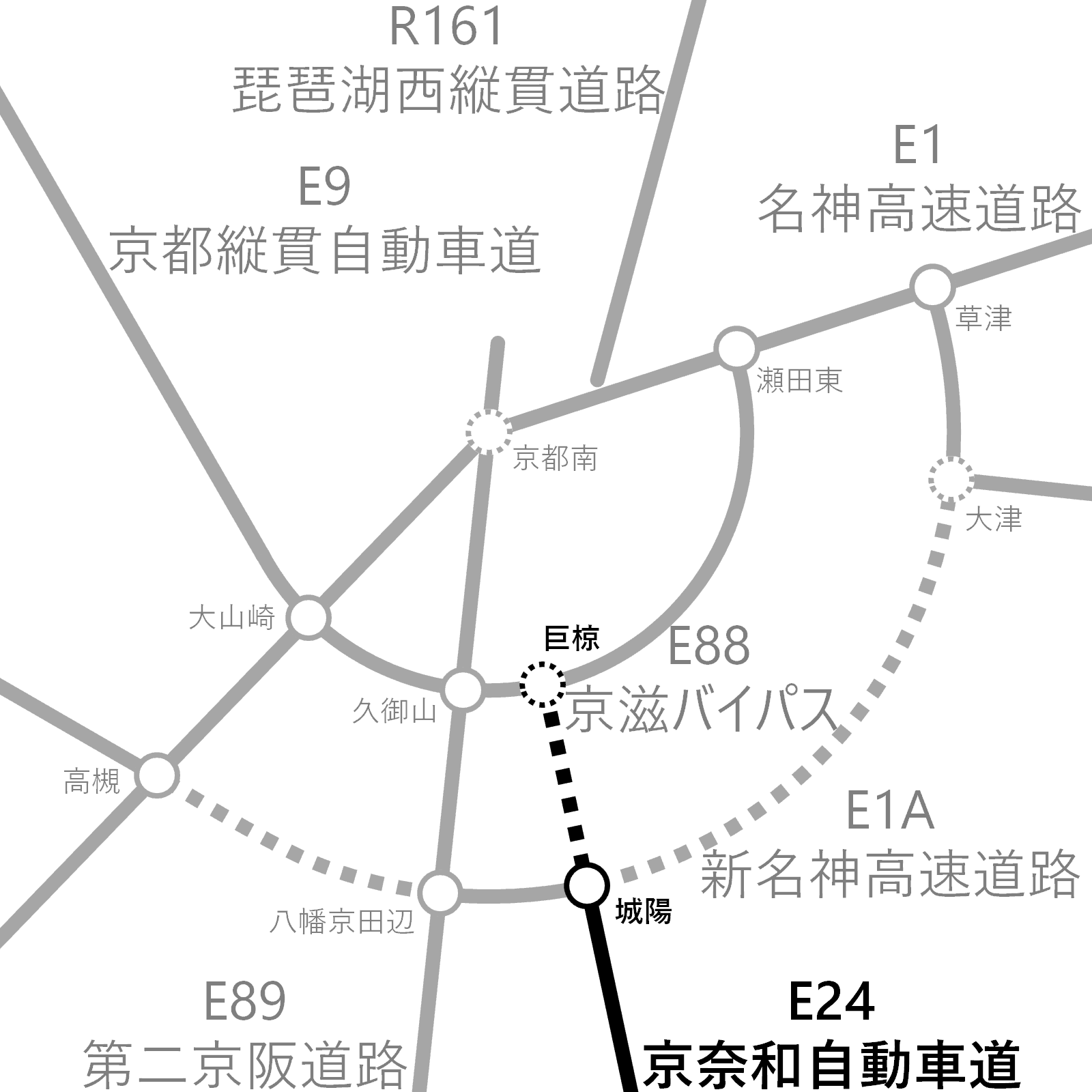
京都市付近の京奈和自動車道と主な道路・ジャンクション（点線は調査中または整備中）

現在、京都市 - 城陽市の京奈北道路区間については城陽市を東西に通る高速自動車国道の新名神高速道路の整備建設計画があり、また西側に2003年（平成15年）に開通した第二京阪道路が並行しているため、基本計画区間となっている。同区間は国道24号大久保バイパスで接続されているほか、当面の間は城陽JCTから2017年（平成29年）4月30日に完成した新名神高速道路を経由して第二京阪道路八幡京田辺JCTへ乗り継ぐ形で代替されている。

### 京奈道路
京奈道路（けいなどうろ）は、京都府城陽市から同府木津川市に至る全長17.0 kmの道路である。愛称は建設時にブナ科の木が植樹されたことからどんぐり街道と言われる。
京奈和自動車道初の全線開通区間で、ほぼ全線にわたってJR片町線（学研都市線）・近鉄京都線と並行し、これらの鉄道より西側（山寄り）を通過している。関西文化学術研究都市の東部を南北に走り、起点の城陽JCT/ICで新名神高速道路および国道24号大久保バイパスに、終点の木津ICでは国道24号奈良バイパスに接続している。
奈良県の県庁所在地である奈良市には高速自動車国道が全く通っていないが、この道路や第二阪奈有料道路を利用することで、名神高速道路（京滋バイパス経由）や近畿自動車道へ短時間でアクセスできる。

#### 事業概要
- 起点：京都府城陽市寺田（城陽JCT/IC）
- 終点：京都府木津川市市坂（木津IC）
- 延長：17.0 km
- 規格：第1種第3級
- 設計速度：80 km/h
- 最高速度：城陽IC - 田辺北IC：60 km/h、田辺北IC - 木津IC：70 km/h
- 車線数：城陽IC - 田辺北IC：4車線、田辺北IC - 木津IC：暫定2車線（対面通行）
- 道路幅員：22.0 m
- 車線幅員：3.5 m

#### 料金・ETC
京奈和自動車道で現在供用中の区間のうち、この道路のみが有料道路である。区間制料金で、全線利用時の普通車は730円（消費税10%込時、以後省略）、軽自動車等は570円。
山田川ICをまたぐ利用（精華学研以北の各インターチェンジと木津IC相互間）の場合、全区間の料金を一度に精算することができない。全線利用では、本線料金所（下り:精華下狛、上り:田辺西）で城陽IC - 山田川IC間の料金（普通車630円、軽自動車等470円）を、木津料金所で山田川IC - 木津IC間の料金（普通車・軽自動車等とも100円）をそれぞれ支払うことになる。
ETCは、2008年（平成20年）3月31日に運用が開始された。この時点でETCレーンが設置されたのは、田辺西料金所の木津方面入口、精華下狛料金所の城陽方面入口、木津料金所および本線料金所であり、それぞれ1レーンのみであった。その後、2013年（平成25年）4月までに全料金所で整備され、本線料金所では増設が行われた。
ETC時間帯割引は、2009年（平成21年）3月28日から実施している。内容は高速自動車国道の地方部区間と同じ。
通勤割引については、次の連続利用の場合は適用回数を合わせて1回とする特例が設けられている（2009年〈平成21年〉7月7日までの平日昼間割引も同様）。
- この道路を途中流出せず連続利用
- 城陽IC - 京滋バイパス 巨椋IC・久御山IC の乗り継ぎ
- 田辺北IC - 第二京阪道路 八幡東IC の乗り継ぎ
- 田辺西IC - 第二京阪道路 枚方東IC の乗り継ぎ

参考（NEXCO西日本）

#### 新木津川橋
城陽IC - 田辺北IC間の新木津川橋は開通から2017年まで、小型自動二輪車や原動機付自転車が本線車道を走行でき、案内標識こそ緑色だが自動車専用道路には指定されていなかった。
2017年（平成29年）2月4日に本線車道と自転車・歩行者専用道の間に125cc以下二輪車（原付バイクなど）通行帯が新設され、城陽IC - 田辺北IC間の本線車道は自動車専用道路に変更された。
この区間の通行料金は、普通車・軽自動車等とも100円の特定料金としている（125cc以下の二輪車・自転車は10円）。このため100円橋とも称される。125cc以下の二輪車および自転車用の無人料金箱もそれぞれ設置されている。

### 大和北道路
大和北道路（やまときたどうろ）は、奈良県奈良市から同県大和郡山市に至る全長12.4 kmの道路である。
2008年（平成20年）3月13日に奈良IC - 郡山下ツ道JCTの区間 (6.3 km) の高架構造で新規事業化され、2018年（平成30年）3月30日に奈良北IC - 奈良ICの区間 (6.1 km) のシールドトンネル構造で新規事業化された。両区間 (12.4 km) は合併施行方式による有料道路として整備される。2019年（平成31年）3月には奈良IC - 郡山下ツ道JCT (6.3 km) 区間の工事が着手された。

#### 事業概要
- 起点：奈良県奈良市歌姫町（木津IC）
- 終点：奈良県大和郡山市横田町（郡山下ツ道JCT）
- 延長：約12.4 km
- 規格：第1種第3級
- 設計速度：80 km/h
- 車線数：4車線
- 道路幅員：18.0 m
- 車線幅員：3.5 m

#### 計画の推移
大和北道路の区間については、ユネスコの世界遺産でもある平城宮跡の地下を通過する計画案であったが、地下水によって保存されている木簡に深刻な影響が出ることが懸念され、平城宮跡直下をトンネルで建設する案は白紙となった。「大和北道路有識者委員会」の提言では、奈良市中心部を地下構造で通過する案が提言された。通過地域は、全線を国道24号に沿う/国道24号 + 西九条佐保線に沿うの2案が推奨された。
2005年（平成17年）9月初旬、国土交通省はルートを平城宮跡の約1 km東側にずらすという最終案を固めた。この最終案では、奈良市平城ニュータウン付近から新大宮駅付近を通過して奈良市八条まで至る約5 kmをトンネルにすることが提示されており、高架道路ではなくトンネルにすることで景観に配慮した形となっている。北の換気塔の高さは風致地区（第一種）内の規制に合わせた8mになるが、付近の住宅地は換気塔よりも高い。南の換気塔の高さは30m、大安寺のすぐ西とされている（付近の高さ規制は15m）。

### 大和御所道路

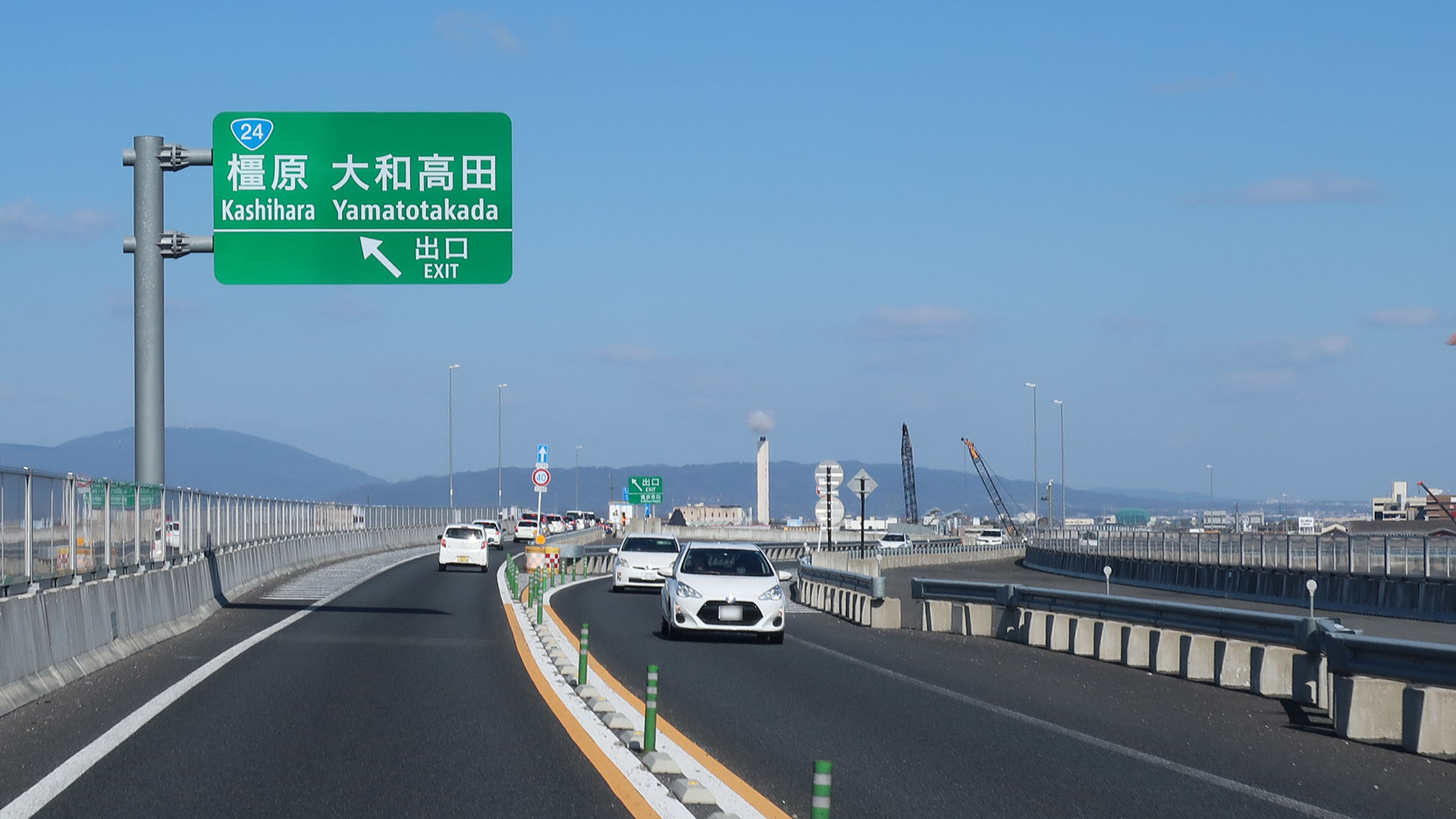
大和御所道路、橿原高田IC
2020年2月撮影

大和御所道路（やまとごせどうろ）は、奈良県大和郡山市から同県五條市に至る現在建設中の全長27.2 kmの道路である。郡山下ツ道JCT - 橿原高田ICを大和区間 (13.8 km) 、橿原高田IC - 五條北ICを御所区間 (13.4 km) に区分して事業が進められている。
郡山下ツ道JCT - 橿原高田IC間（大和区間）は国道24号橿原バイパスと並行する。2017年（平成29年）3月現在開通している郡山下ツ道JCT - 橿原北ICと橿原高田IC - 御所南IC間の状況は、ならこく（奈良国道事務所：下記リンク先）にてカメラ確認できる。
2004年（平成16年）3月30日に橿原市曽我町 - 新堂町間の一般部（平面部）区間 (1.4 km) が初めて開通（その北5.7 kmは橿原バイパスとして開通済）。2006年（平成18年）4月15日に郡山南IC - 橿原北IC間 (7.8 km) が開通。この開通により、京奈道路木津ICから橿原市内まで、南北に4車線の道路が開通することとなった。
2012年（平成24年）3月25日に橿原高田IC - 御所IC (3.7 km) が暫定2車線で開通。
2015年（平成27年）3月21日に御所IC - 御所南IC (2.5 km) が暫定2車線で開通、翌日3月22日には郡山下ツ道JCT - 郡山南IC (1.6 km) が、同年3月28日には三宅ICもそれぞれ開通した。御所南IC - 五條北IC (7.2 km) は、2017年（平成29年）8月19日に暫定2車線で開通。
2016年（平成28年）度に橿原北IC - 橿原高田IC (4.4 km) の工事が着手された。

#### 事業概要
- 起点：奈良県大和郡山市伊豆七条町（郡山下ツ道JCT）
- 終点：奈良県五條市居傳町（五條北IC）
- 延長：27.2 km
- 規格：第1種第2級（専用部）、第3種第2級（一般部）
- 設計速度：100 km/h（専用部）、60 km/h（一般部）
- 規制速度：80 km/h（専用部 郡山下ツ道JCT - 橿原北）、70 km/h（専用部 橿原高田IC - 五條北IC）
- 車線数：4車線（橿原高田IC - 五條北IC 暫定2車線[20]）
- 道路幅員
  - 専用部：22.0 m
  - 一般部：38.0 m（全幅）
- 車線幅員
  - 専用部：3.50m
  - 一般部：3.25m

### 五條道路

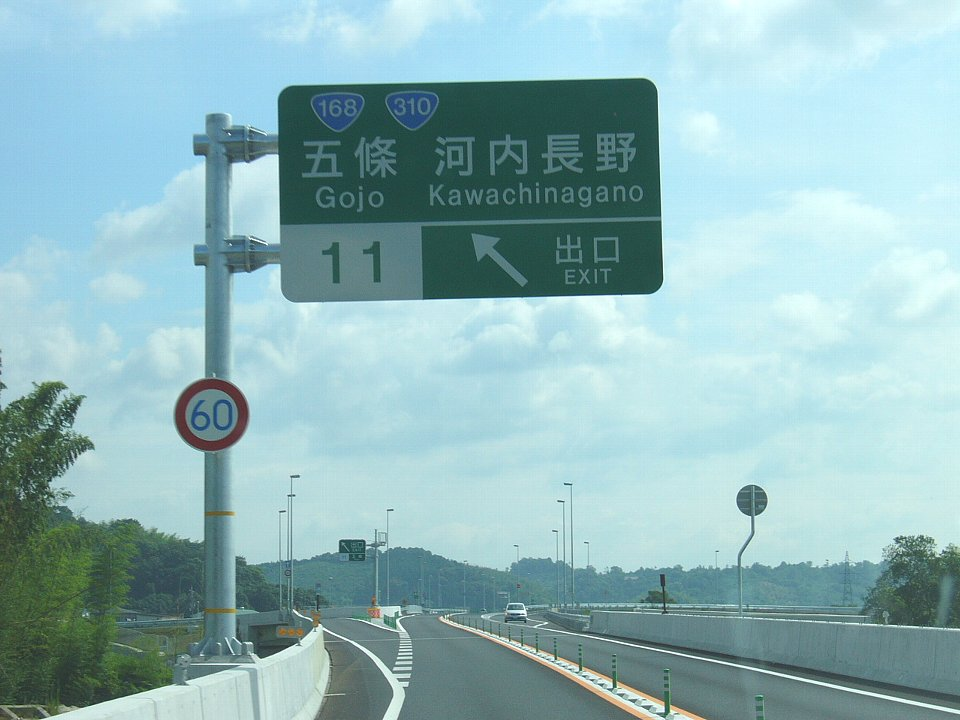
五條IC（2006年7月16日）

五條道路（ごじょうどうろ）は、奈良県五條市から和歌山県境を通る全長7.9 kmの道路である。
2006年（平成18年）4月22日に五條北IC - 五條IC間が開通、同年6月17日に五條ICから橋本道路の橋本東ICまで開通し、暫定2車線で全線開通した。

#### 事業概要
- 起点：奈良県五條市居傳町（五條北IC）
- 終点：奈良県五條市畑田町（奈良和歌山県境）
- 延長：7.9 km
- 規格：第1種第2級
- 設計速度：100 km/h
- 車線数：4車線（暫定2車線）
- 道路幅員：22.0 m
- 車線幅員：3.5 m
- 規制速度：70 km/h

### 橋本道路

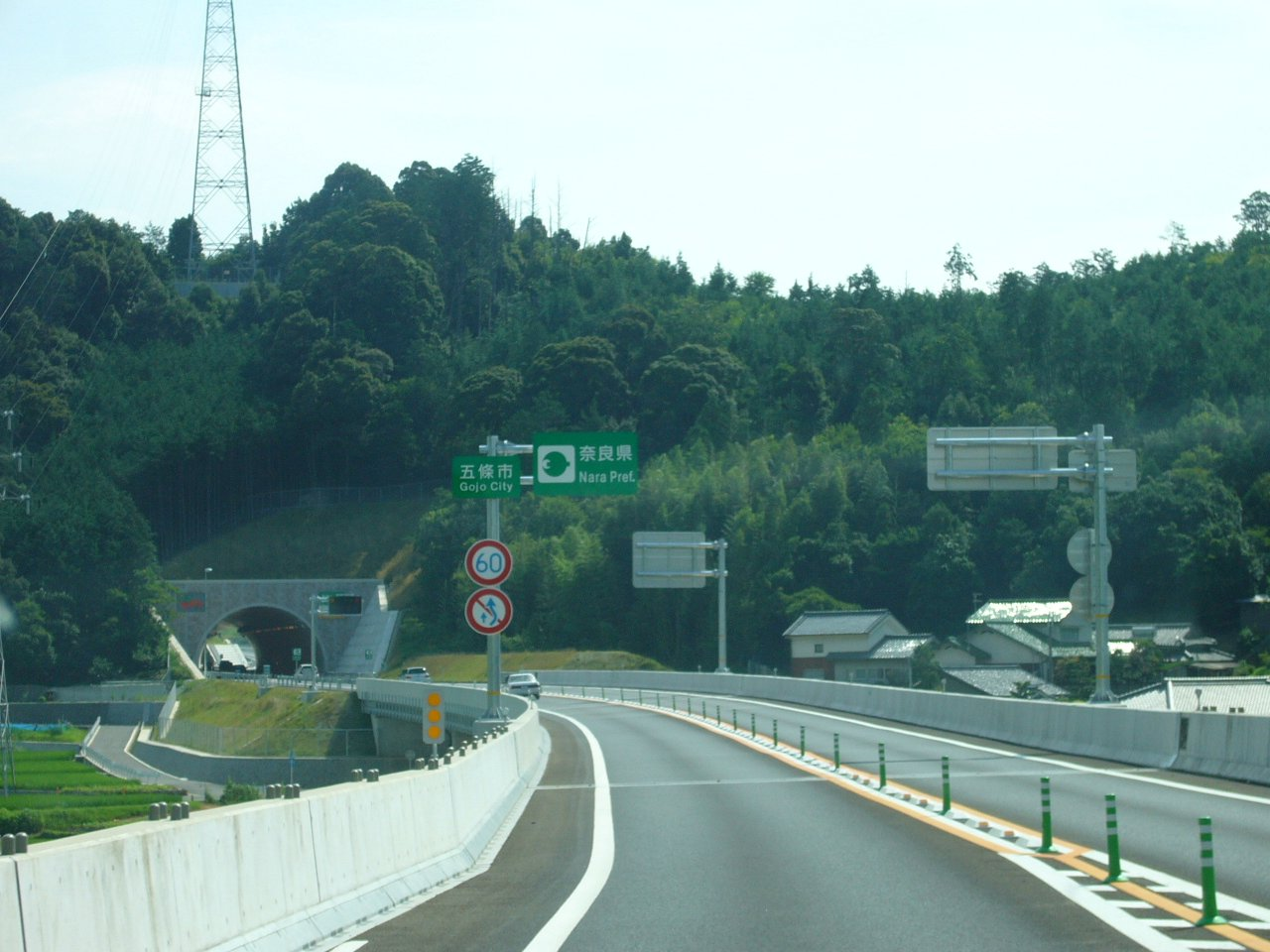
橋本道路（手前）と五條道路の境界を成す奈良・和歌山県境

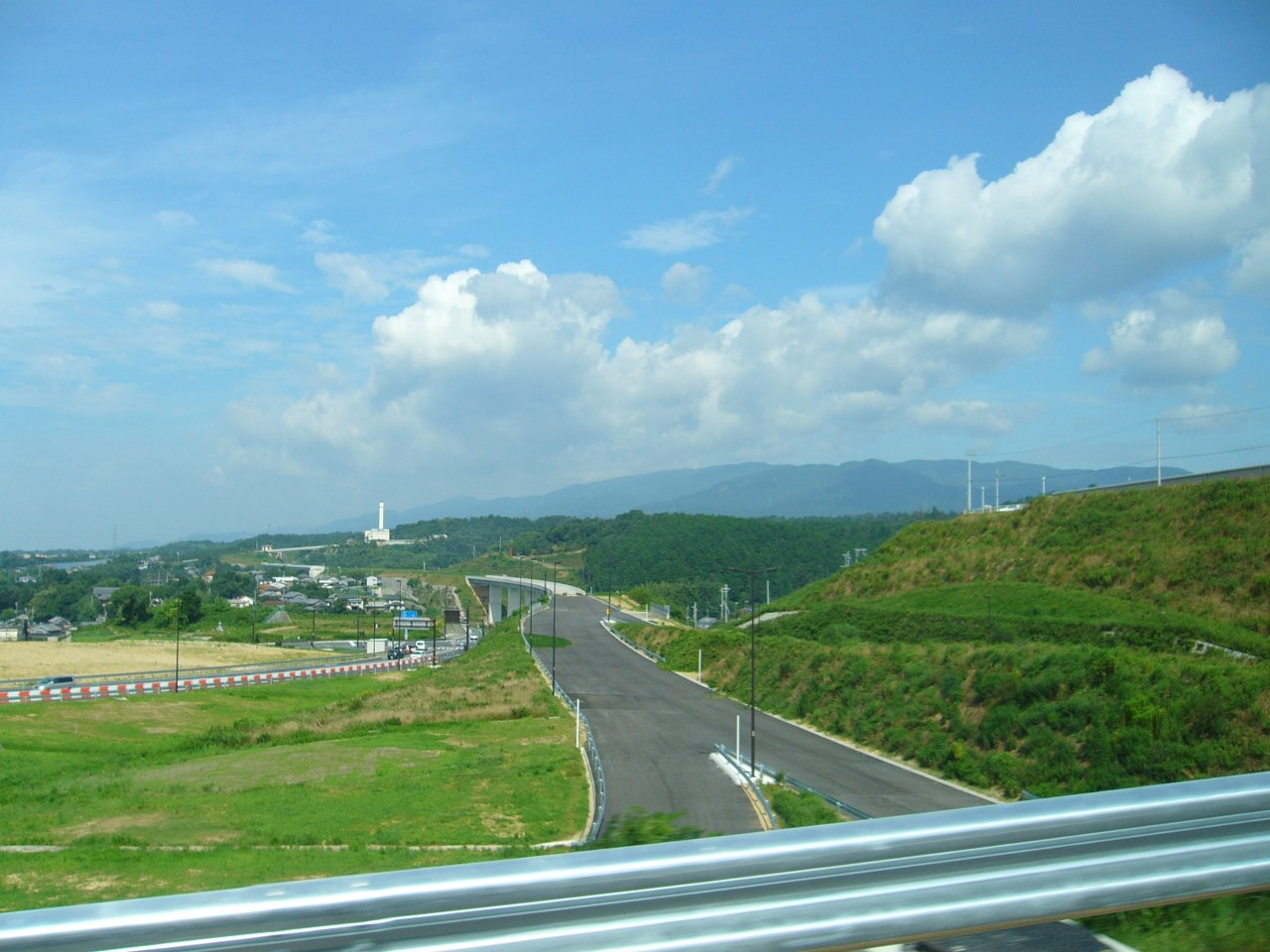
未開通当時の橋本東IC以西
（橋本東ICから；2006年7月16日）

橋本道路（はしもとどうろ）は、和歌山県橋本市内を通る全長11.3 kmの道路である。
2006年（平成18年）4月27日に橋本IC - 高野口IC間が、同年6月17日には奈良和歌山県境 - 橋本東IC間が暫定2車線で開通した。橋本東IC - 橋本ICも、同年内に開通の予定であったが、2002年（平成14年）に完成した垂井高架橋にひび割れが多数発見され、国土交通省は橋桁（7径間連続）の取り壊しと再築を決定したが、施工業者の補修と効果監視の新提案が承認され、同区間は2007年（平成19年）8月2日に開通し、全線暫定2車線で開通した。

#### 事業概要
- 起点：和歌山県橋本市隅田町真土（奈良和歌山県境）
- 終点：和歌山県橋本市高野口町大野（高野口IC）
- 延長：11.3 km
- 規格
  - 第1種第2級（完成4車線）
  - 第1種第3級（暫定2車線）
- 設計速度
  - 100 km/h（完成4車線）
  - 80 km/h（暫定2車線）
- 車線数：4車線（暫定2車線）
- 道路幅員：22.0 m
- 車線幅員：3.5 m
- 規制速度：70 km/h（IC部 40 km/h）

### 紀北東道路

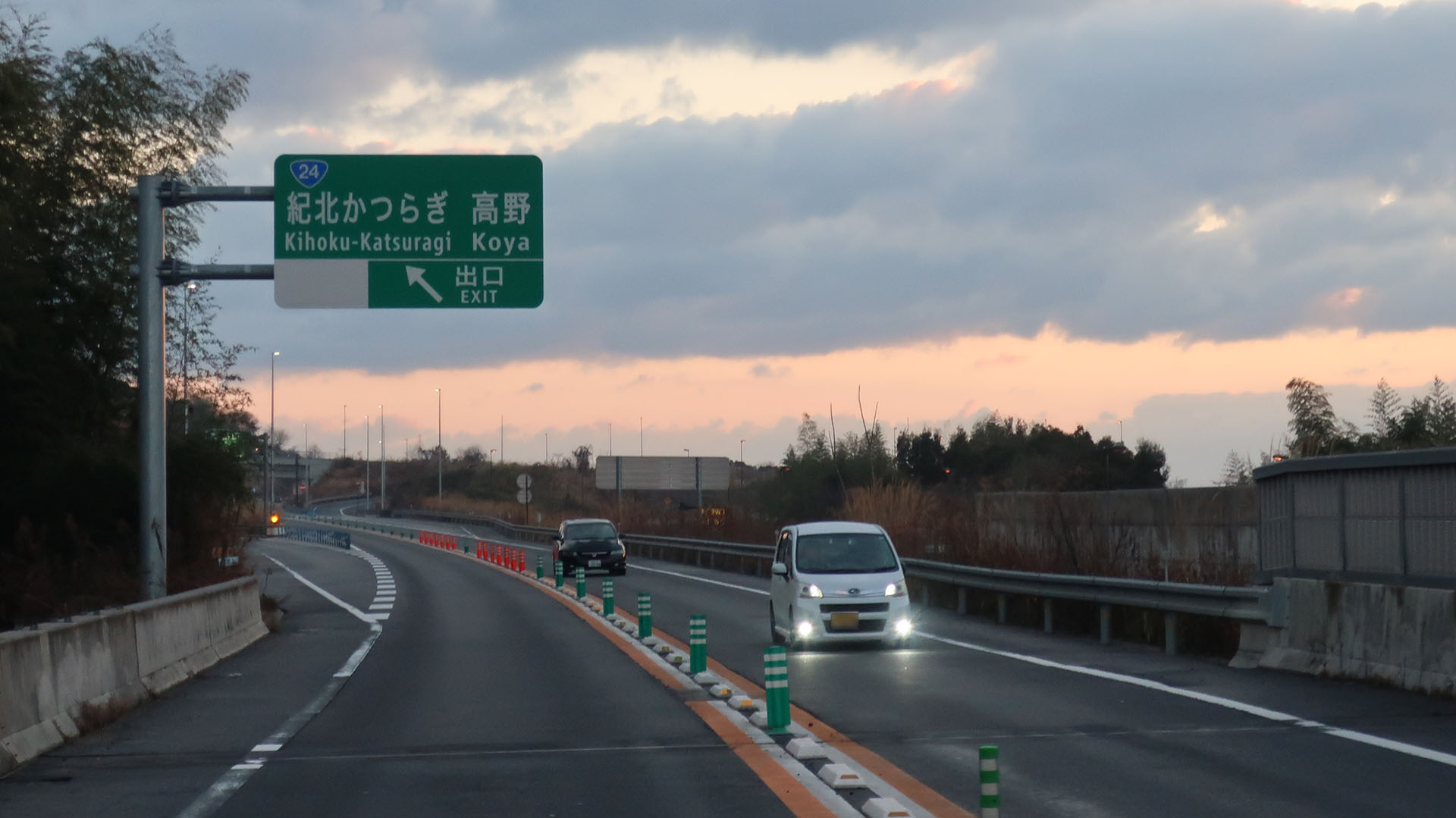
紀北東道路、紀北かつらぎIC
2020年2月撮影

紀北東道路（きほくひがしどうろ）は、和歌山県橋本市から紀の川市に至る全長16.9 kmの道路である。
2006年（平成18年）度に着工され、2012年（平成24年）4月22日に高野口IC - 紀北かつらぎIC間が、2014年（平成26年）3月30日には紀北かつらぎIC - 紀の川IC間が開通し、全線暫定2車線で開通した。

#### 事業概要
- 起点：和歌山県橋本市高野口町大野（高野口IC）
- 終点：和歌山県紀の川市神領（紀の川IC）
- 延長：16.9 km
- 規格：第1種第2級
- 設計速度：100 km/h
- 車線数：4車線（暫定2車線[20]）
- 道路幅員：22.0 m
- 車線幅員：3.5 m
- 規制速度：70 km/h
- かつらぎ西パーキングエリア：伊都郡かつらぎ町に設置。

### 紀北西道路
紀北西道路（きほくにしどうろ）は、和歌山県紀の川市から和歌山市に至る全長12.2 kmの道路である。
2009年（平成21年）6月13日に起工式が行われ、工事が着手された。2015年（平成27年）度の全線開通を目指して工事が進められていたが、完成予定が2016年（平成28年）度中までにずれ込んだ。しかし、和歌山県が要望してきた9月のわかやま国体に合わせるように紀の川IC - 岩出根来IC間が、2015年（平成27年）9月12日に開通。後の2017年（平成29年）3月18日に岩出根来IC - 和歌山JCT間も開通し、全線暫定2車線で開通した。当該区間は無料であるが、和歌山JCTを利用すると阪和道の通行料が必要となる。

#### 事業概要
- 起点：和歌山県紀の川市神領（紀の川IC）
- 終点：和歌山県和歌山市弘西（和歌山JCT）
- 延長：12.2 km
- 規格：第1種第2級
- 設計速度：100 km/h
- 車線数：4車線（暫定2車線）
- 道路幅員：22.0 m
- 車線幅員：3.5 m

## インターチェンジなど
- IC番号欄の背景色が■である区間は既開通区間に存在する。
- 施設欄の背景色が■である区間は未開通区間または未供用施設に該当する。
- 上側が起点側、下側が終点側である。
- 略字は次の項目を表す。
JCT：ジャンクション、IC：インターチェンジ、PA：パーキングエリア。
- 未開通区間のJCT・IC名は全て仮称である。
- 接続路線などの特記がないものは、市町道・都市計画道路である。

| IC 番号 | 施設名          | 接続路線名                                        | 起点 から (km) | BS | 備考                                                            | 所在地   | 所在地            | 所在地            |
| ------- | --------------- | ------------------------------------------------- | -------------- | -- | --------------------------------------------------------------- | -------- | ----------------- | ----------------- |
| -       | 巨椋JCT         | E88 京滋バイパス（国道1号）                       | -              |    | 調査中                                                          | 京都府   | 久世郡 久御山町   | 久世郡 久御山町   |
| 9       | 城陽JCT/IC      | E1A 新名神高速道路 国道24号（大久保バイパス）     | 0.0            |    | 新名神名古屋方面は2028年度以降開通予定                          | 京都府   | 城陽市            | 城陽市            |
| 2       | 田辺北IC        | 府道22号八幡木津線                                | 1.6            |    |                                                                 | 京都府   | 京田辺市          | 京田辺市          |
| 3       | 田辺西IC/TB     | 国道307号                                         | 5.1            |    | TBは京都方面のみ                                                | 京都府   | 京田辺市          | 京田辺市          |
| 4       | 精華下狛IC/TB   |                                                   | 9.0            |    | TBは奈良・和歌山方面のみ                                        | 京都府   | 相楽郡 精華町     | 相楽郡 精華町     |
| 5       | 精華学研IC      | 府道72号生駒精華線                                | 12.4           |    | ETC専用                                                         | 京都府   | 木津川市          | 木津川市          |
| 6       | 山田川IC        | 国道163号                                         | 14.0           |    |                                                                 | 京都府   | 相楽郡 精華町     | 相楽郡 精華町     |
| 7       | 木津IC          | 国道24号（奈良バイパス）                          | 17.0           |    | 京都方面出入口                                                  | 京都府   | 木津川市          | 木津川市          |
| -       | 奈良北IC        | 国道24号（奈良バイパス）                          | 17.0           |    | 和歌山方面出入口 2032年度開通予定                               | 奈良県   | 奈良市            | 奈良市            |
| -       | 奈良IC          | 国道24号（奈良バイパス）                          | 23.1           |    | 京都方面2032年度開通予定 和歌山方面2027年度開通予定             | 奈良県   | 奈良市            | 奈良市            |
| -       | 大和郡山北IC    | 国道24号（奈良バイパス）                          | 25.1           |    | 2027年度開通予定                                                | 奈良県   | 大和郡山市        | 大和郡山市        |
| -       | 大和郡山IC      | 国道24号（奈良バイパス）                          | 28.8           |    | 奈良・京都方面出入口 2027年度開通予定                           | 奈良県   | 大和郡山市        | 大和郡山市        |
| 4-2     | 郡山下ツ道JCT   | E25 西名阪自動車道                                | 29.4           |    | 当JCTと西名阪自動車道・郡山IC相互の往来は不可                   | 奈良県   | 大和郡山市        | 大和郡山市        |
| 8       | 郡山南IC        | 国道24号（橿原バイパス）                          | 31.0           |    | 和歌山方面出入口                                                | 奈良県   | 天理市            | 天理市            |
| -       | 三宅IC          | 国道24号（橿原バイパス） 三宅町道1号線            | 33.3           |    | 奈良・京都方面出入口                                            | 奈良県   | 磯城郡            | 三宅町            |
| -       | 田原本IC        | 国道24号（橿原バイパス） 県道14号桜井田原本王寺線 | 36.8           |    | 和歌山方面出入口 事業中                                         | 奈良県   | 磯城郡            | 田原本町          |
| 9       | 橿原北IC        | 国道24号（橿原バイパス） 奈良県道105号中和幹線    | 38.8           |    | 奈良・京都方面出入口                                            | 奈良県   | 橿原市            | 橿原市            |
| 事業中  |                 |                                                   |                |    |                                                                 | 奈良県   | 橿原市            | 橿原市            |
| -       | 橿原JCT         | E91 大和高田バイパス                              | 43.2           |    | 大阪方面 - 和歌山方面 大阪方面2026年春開通予定                  | 奈良県   | 橿原市            | 橿原市            |
| -       | 橿原高田IC      | E91 大和高田バイパス 国道24号                     | 43.2           |    |                                                                 | 奈良県   | 橿原市            | 橿原市            |
| -       | 御所IC          | 国道24号（現道） 県道116号大和高田御所線          | 46.9           |    |                                                                 | 奈良県   | 御所市            | 御所市            |
| -       | 御所南IC/PA     | 国道24号（現道） 国道309号                        | 49.4           |    | 奈良・京都方面出入口および和歌山方面出口 PAは奈良・京都方面のみ | 奈良県   | 御所市            | 御所市            |
| 10      | 五條北IC        | 国道24号（現道）                                  | 56.6           |    |                                                                 | 奈良県   | 五條市            | 五條市            |
| 11      | 五條IC          | 国道310号                                         | 61.1           |    |                                                                 | 奈良県   | 五條市            | 五條市            |
| 12      | 五條西IC        |                                                   | 63.2           |    | 奈良・京都方面出入口                                            | 奈良県   | 五條市            | 五條市            |
| 13      | 橋本東IC        |                                                   | 65.3           |    |                                                                 | 和歌山県 | 橋本市            | 橋本市            |
| 14      | 橋本IC          | 国道371号（橋本バイパス） （大阪橋本道路）        | 70.2           |    |                                                                 | 和歌山県 | 橋本市            | 橋本市            |
| 15      | 高野口IC        |                                                   | 75.8           |    |                                                                 | 和歌山県 | 橋本市            | 橋本市            |
| 16      | 紀北かつらぎIC  |                                                   | 79.8           |    |                                                                 | 和歌山県 | 伊都郡 かつらぎ町 | 伊都郡 かつらぎ町 |
| 17      | かつらぎ西IC/PA | 県道125号那賀かつらぎ線                           | 82.5           |    | PAは別名「道の駅かつらぎ西」                                    | 和歌山県 | 伊都郡 かつらぎ町 | 伊都郡 かつらぎ町 |
| 18      | 紀の川東IC      | 県道122号西川原粉河線                             | 88.2           |    |                                                                 | 和歌山県 | 紀の川市          | 紀の川市          |
| 19      | 紀の川IC        | 県道62号泉佐野打田線                              | 92.7           |    |                                                                 | 和歌山県 | 紀の川市          | 紀の川市          |
| 20      | 岩出根来IC/TB   | 県道63号泉佐野岩出線                              | 98.4           |    |                                                                 | 和歌山県 | 岩出市            | 岩出市            |
| 20-1    | 和歌山JCT       | E26 阪和自動車道（大阪方面）                      | 101.6          |    | 接続する阪和自動車道の紀ノ川SAは両方向とも利用不可              | 和歌山県 | 和歌山市          | 和歌山市          |
| 20-1    | 和歌山JCT       | E42 阪和自動車道（白浜方面）                      | 104.9          |    | 接続する阪和自動車道の紀ノ川SAは両方向とも利用不可              | 和歌山県 | 和歌山市          | 和歌山市          |

## 歴史
- 1973年（昭和48年）
  - 4月10日 : 大和御所道路「大和区間」・橿原バイパスとして都市計画決定
  - 4月16日 : 五條道路・「五條バイパス」として事業着手
- 1987年（昭和62年）度 : 橿原バイパス・高規格幹線道路指定
  - 2月17日 : 五條バイパス都市計画決定
- 1988年（昭和63年）度 : 五條バイパス・高規格幹線道路京奈和自動車道「五條道路」に位置付け。
  - 10月5日 : 京奈道路・城陽IC - 田辺西IC開通。
- 1989年（平成元年）度 : 橋本道路・事業化
  - 4月 : 橋本道路・都市計画決定
- 1990年（平成2年）度 : 五條道路工事着手
- 1991年（平成3年）度 : 橋本道路の用地買収に着手
  - 7月19日 : 大和御所道路・都市計画決定
  - 12月21日 : 京奈道路・田辺西IC - 精華下狛IC開通。
- 1992年（平成4年）度 : 大和御所道路「御所区間」「大和区間」事業化。大和区間用地買収着手
- 1993年（平成5年）度 : 紀北東道路・事業化
  - 3月25日 : 京奈道路・精華下狛IC - 山田川IC開通。
- 1994年（平成6年）度 : 大和御所道路「大和区間」工事着手
- 1997年（平成9年）度 : 紀北西道路・事業化
- 1998年（平成10年）度 : 大和御所道路「御所区間」用地買収着手。橋本道路・着工。
  - 8月 : 紀北東道路・都市計画決定
- 1999年（平成11年）12月 : 紀北西道路・都市計画決定
- 2000年（平成12年）4月16日 : 京奈道路・山田川IC - 木津IC開通し、京奈道路全線開通。
- 2002年（平成14年）度 : 紀北東道路の用地買収に着手
- 2004年（平成16年）3月20日 : 大和御所道路・橿原市曽我町（国道24号） - 同市新堂町（国道165号大和高田バイパス）間の一般部（平面部分）開通。
- 2006年（平成18年）
  - 4月15日 : 大和御所道路・三宅ICと田原本ICを除いて郡山南IC - 橿原北IC開通、西名阪自動車道郡山IC - 郡山南IC間の平面部分開通。
  - 4月22日 : 五條道路・五條北IC - 五條IC開通。
  - 4月27日 : 橋本道路・橋本IC - 高野口IC開通。
  - 6月17日 : 五條道路・五條IC - （奈良和歌山県境） - 橋本東IC開通し、五條道路全線開通。
- 2007年（平成19年）
  - 3月25日 : 紀北東道路・高野口IC - かつらぎIC間着工
  - 8月2日 : 橋本道路・橋本東IC-橋本IC間開通し、橋本道路全線開通。
- 2008年（平成20年）
  - 3月13日 : 大和北道路・奈良IC - 郡山下ツ道JCT (6.3 km) の新規事業化決定[11]。
  - 11月 : 京奈道路・田辺北IC - 木津IC間規制速度を60 km/hから70 km/hへ引き上げ。
- 2011年（平成23年）12月7日 : 大和御所道路（御所区間）のインターチェンジ名称が決定[29]。
- 2012年（平成24年）
  - 3月25日 : 大和御所道路（御所区間）・橿原高田IC - 御所IC開通[30]。
  - 4月22日 : 紀北東道路・高野口IC - 紀北かつらぎIC開通[31]。
- 2013年（平成25年）
  - 6月11日 : かつらぎ西PA（当時:かつらぎPA）へのIC追加を国土交通大臣が許可[32]。
  - 10月17日 : 紀北東道路のインターチェンジ名称が決定[33]。
- 2014年（平成26年）
  - 3月1日 : 五條道路・橋本道路・紀北東道路（高野口IC - 紀北かつらぎIC）間規制速度を60 km/hから70 km/hへ引き上げ[34]。
  - 3月30日 : 紀北東道路・紀北かつらぎIC - 紀の川IC開通し、紀北東道路全線開通[35]。
- 2015年（平成27年）
  - 1月16日 : 大和御所道路（大和区間）の田原本ICを除くインターチェンジ名称が決定[36]。
  - 3月21日 : 大和御所道路（御所区間）・御所IC - 御所南IC開通[15][16]。
  - 3月22日 : 大和御所道路（大和区間）・郡山下ツ道JCT - 郡山南IC開通[15][17]。
  - 3月28日 : 大和御所道路（大和区間）・三宅IC開通[15][17]。
  - 9月12日 : 紀北西道路・紀の川IC - 岩出根来IC開通[37]（京奈和自動車道の和歌山県内の無料区間が全線開通）。
- 2016年（平成28年）度 : 大和御所道路（大和区間）・橿原北IC - 橿原高田IC工事着手[19]。
- 2017年（平成29年）
  - 2月4日 : 125cc以下二輪車（原付バイクなど）通行帯の新設に伴い、城陽IC - 田辺北IC間が自動車専用道路に変更[9]。
  - 2月11日 : 城陽JCTの設置に伴い、城陽ICの位置を現在位置から800m北側に変更[9][38]。
  - 3月18日 : 紀北西道路・岩出根来IC - 和歌山JCT開通し、紀北西道路全線開通[25]（京奈和自動車道の和歌山県内が全線開通）。
  - 4月30日 : 城陽JCTで新名神高速道路に接続[26]。
  - 8月19日 : 大和御所道路（御所区間）・御所南IC - 五條北IC開通[18][19]。御所南PA供用開始[18]。
- 2018年（平成30年）
  - 3月30日 : 大和北道路・奈良北IC - 奈良IC (6.1 km) の新規事業化決定[12]。
  - 12月15日 : 御所南ICの北向きオフランプ（和歌山方面からの出口）開通[39]。
- 2023年（令和5年）11月 : 紀北東道路・紀の川東IC - 紀の川IC間の約4.5キロの区間で車両誘導線を設置。頻発するワイヤロープ式防護柵との接触を避けるためのもの[40]。
- 2023年（令和5年）12月5日 : 紀の川IC内の路面にひびが見つかり当面の間利用停止となる[41]。
- 2024年（令和6年）12月12日 : 紀の川IC出入口の通行止めが解除[42]。

### 開通予定年度
- 2028年度以降 : 城陽JCT（名古屋方面）[27][注釈 5]
- 2026年春 : 橿原JCT 大阪方面接続[28]
- 2027年度 : 奈良IC - 郡山下ツ道JCT[13]
- 2032年度 : 木津IC/奈良北IC - 奈良IC[13]
- 未定 : 橿原北IC - 橿原JCT/橿原高田IC、田原本IC

## 路線状況

### 車線・速度・料金
| 区間                                      | 車線 上下線=上り線+下り線                 | 最高速度 （専用部）                       | 料金         |
| ----------------------------------------- | ----------------------------------------- | ----------------------------------------- | ------------ |
| 城陽IC - 田辺北IC                         | 4=2+2                                     | 70 km/h                                   | 有料         |
| 田辺北IC - 木津IC                         | 2=1+1 （暫定2車線）                       | 70 km/h                                   | 有料         |
| （木津IC - 郡山下ツ道JCT間未開通）        | （木津IC - 郡山下ツ道JCT間未開通）        | （木津IC - 郡山下ツ道JCT間未開通）        | 有料（予定） |
| 郡山下ツ道JCT - 橿原北IC                  | 4=2+2                                     | 80 km/h                                   | 無料         |
| （橿原北IC - 橿原JCT/橿原高田IC間未開通） | （橿原北IC - 橿原JCT/橿原高田IC間未開通） | （橿原北IC - 橿原JCT/橿原高田IC間未開通） | 無料         |
| 橿原JCT/橿原高田IC - 和歌山JCT            | 2=1+1 （暫定2車線）                       | 70 km/h                                   | 無料         |

※岩出根来IC - 和歌山JCT間および郡山下ツ道JCT - 郡山南IC間を通行する場合は有料道路にのみ接続するため、阪和道もしくは西名阪道の料金が必要となる。

### トンネル
- 巨勢山トンネル（御所南IC/PA - 五條北IC）：1,538 m
- 朝町トンネル（御所南IC/PA - 五條北IC）：256 m
- かもきみトンネル（御所南IC/PA - 五條北IC）：1,172 m
- 風の森トンネル（御所南IC/PA - 五條北IC）：1,831 m
- 釜窪東トンネル（五條IC - 五條西IC）：389 m
- 釜窪西トンネル（五條IC - 五條西IC）：145 m
- 畑田トンネル（五條西IC - 橋本東IC）：279 m
- 知谷トンネル（紀の川IC - 岩出根来IC/TB）：181 m
- 春日山城トンネル（紀の川IC - 岩出根来IC/TB）：175 m
- 根来トンネル（紀の川IC - 岩出根来IC/TB）：2,311 m
- 岩出トンネル（岩出根来IC/TB - 和歌山JCT）：2,057 m

### 交通量
24時間交通量（台）　道路交通センサス
| 区間                            | 平成11（1999）年度 | 平成17年（2005年）度 | 平成22年（2010年）度 | 平成27年（2015年）度 | 令和3（2021）年度 |
| ------------------------------- | ------------------ | -------------------- | -------------------- | -------------------- | ----------------- |
| 巨椋JCT - 城陽IC/JCT間          | 未開通             | 未開通               | 未開通               | 未開通               | 未開通            |
| 城陽IC/JCT - 田辺北IC           | 28,704             | 26,661               | 26,171               | 21,942               | 25,318            |
| 田辺北IC - 田辺西IC             | 15,830             | 16,423               | 17,991               | 16,372               | 18,361            |
| 田辺西IC - 精華下狛IC           | 13,448             | 16,100               | 18,858               | 18,181               | 17,508            |
| 精華下狛IC - 精華学研IC         | 12,488             | 15,091               | 18,449               | 16,933               | 16,195            |
| 精華学研IC - 山田川IC           | 10,328             | 14,778               | 16,357               | 15,404               | 15,114            |
| 山田川IC - 木津IC               | 調査当時未開通     | 9,945                | 13,015               | 12,450               | 12,525            |
| 木津IC - 郡山下ツ道JCT間        | 未開通             | 未開通               | 未開通               | 未開通               | 未開通            |
| 郡山下ツ道JCT - 郡山南IC        | 調査当時未開通     | 調査当時未開通       | 調査当時未開通       | 4,241                | 05,849            |
| 郡山南IC - 三宅IC               | 調査当時未開通     | 調査当時未開通       | 34,287               | 32,633               | 36,429            |
| 三宅IC - 橿原北IC               | 調査当時未開通     | 調査当時未開通       | 34,287               | 32,633               | 36,429            |
| 橿原北IC - 橿原JCT/橿原高田IC間 | 未開通             | 未開通               | 未開通               | 未開通               | 未開通            |
| 橿原JCT/橿原高田IC - 御所IC     | 調査当時未開通     | 調査当時未開通       | 調査当時未開通       | 21,354               | 25,814            |
| 御所IC - 御所南IC               | 調査当時未開通     | 調査当時未開通       | 調査当時未開通       | 14,030               | 20,024            |
| 御所南IC - 五條北IC             | 調査当時未開通     | 調査当時未開通       | 調査当時未開通       | 調査当時未開通       | 15,144            |
| 五條北IC - 五條IC               | 調査当時未開通     | 調査当時未開通       | 8,599                | 11,107               | 20,204            |
| 五條IC - 五條西IC               | 調査当時未開通     | 調査当時未開通       | 14,041               | 17,241               | 21,228            |
| 五條西IC - 橋本東IC             | 調査当時未開通     | 調査当時未開通       | 12,858               | 16,050               | 19,668            |
| 橋本東IC - 橋本IC               | 調査当時未開通     | 調査当時未開通       | 11,225               | 14,581               | 18,330            |
| 橋本IC - 高野口IC               | 調査当時未開通     | 調査当時未開通       | 12,091               | 19,434               | 23,140            |
| 高野口IC - 紀北かつらぎIC       | 調査当時未開通     | 調査当時未開通       | 調査当時未開通       | 17,910               | 23,428            |
| 紀北かつらぎIC - かつらぎ西IC   | 調査当時未開通     | 調査当時未開通       | 調査当時未開通       | 16,187               | 22,997            |
| かつらぎ西IC - 紀の川東IC       | 調査当時未開通     | 調査当時未開通       | 調査当時未開通       | 16,552               | 23,509            |
| 紀の川東IC - 紀の川IC           | 調査当時未開通     | 調査当時未開通       | 調査当時未開通       | 16,042               | 23,665            |
| 紀の川IC - 岩出根来IC           | 調査当時未開通     | 調査当時未開通       | 調査当時未開通       | 10,590               | 19,261            |
| 岩出根来IC - 和歌山JCT          | 調査当時未開通     | 調査当時未開通       | 調査当時未開通       | 調査当時未開通       | 09,416            |

（出典：「平成17年度道路交通センサス調査結果（京都府ホームページ）・「平成22年度道路交通センサス」・「平成27年度全国道路・街路交通情勢調査」・「令和3年度全国道路・街路交通情勢調査」（国土交通省ホームページ）より一部データを抜粋して作成）
- 令和2年度に実施予定だった交通量調査は、新型コロナウイルスの影響で延期された[43]。